# Massari (Sänger)
Massari (* 10. Dezember 1981 in Beirut, Libanon als Sari Abboud) ist ein in Kanada lebender libanesischer R&B-Sänger.

## Leben und Karriere
Sari Abboud zog mit 10 Jahren nach Montréal und im Alter von 13 nach Ottawa, wo er bis heute lebt. Er spricht und singt auf Englisch, Französisch und Arabisch. Für seine Songs greift er Elemente aus den Musikstilen auf, die ihn geprägt haben: Soul und libanesische Musik, wie sie sein Vorbild George Wassouf zelebriert hat.
Für die erste Single Smile for Me seines Debütalbums Massari unterstützte ihn der ehemalige Bad-Boy-Rapper Loon. 2002 hatte er mit dem Song Spitfire in Ottawa einen Radioerfolg. Drei seiner Singles stiegen in die kanadischen Top 20 ein, zudem wurde für mehrere MuchMusic Awards, einer Auszeichnung des größten kanadischen Musikkanals, nominiert. Bei den Canadian Urban Music Awards wurde er in zwei Kategorien nominiert (Best New Artist, R&B/Soul Recording of the Year). Sein Debütalbum Massari wurde in Kanada bereits mit einer Goldenen Schallplatte ausgezeichnet. Mit seiner zweiten Single Be Easy schaffte Massari den internationalen Durchbruch. Sie wurde am 10. März 2006 auch in Deutschland veröffentlicht und wurde neben der Präsenz in den offiziellen Charts ein Club-Hit. Ein weiterer größerer Erfolg wurde die Single Brand New Day (Habibi), die im Sommer 2013 im gesamten deutschsprachigen Raum die Single-Charts erreichte.
2018 veröffentlichte Massari das Album Tune In über Universal Music. Bereits 2017 erschien die Vorab-Single Number One, welche mit dem kanadischen Sänger Tory Lanez aufgenommen und im Frühjahr 2018 unter Beteiligung des deutschen Rappers Kay One erneut veröffentlicht wurde. Die ursprüngliche Version erreichte die Top-20 der libanesischen Single-Charts, die zum Teil deutschsprachige Version mit Kay One zudem einen Eintrag in die deutschen Single-Charts. Die Lead-Single des Albums, welche ebenfalls den Namen Tune In trägt, entstand in Zusammenarbeit mit dem niederländischen DJ und Produzenten Afrojack und dem jamaikanischen Dancehall-Sänger Beenie Man. Ein Remix wurde vom Schweizer House-Produzenten DJ Antoine und seinem Studiopartner Mad Mark produziert.
Die ebenfalls 2018 veröffentlichte Single Ya Nour El Ein ist eine Kollaboration mit der libanesischen Sängerin Maya Diab und dem erfolgreichen US-amerikanischen Rapper French Montana. Das Cover des Hits von Amr Diab aus dem Jahr 1996 stieg besonders in den arabischen Markt erfolgreich ein und erreichte die Spitze der libanesischen Single-Charts.

## Diskografie

### Alben
| Jahr | Titel           | Höchstplatzierung, Gesamtwochen, AuszeichnungChartplatzierungen (Jahr, Titel, Platzierungen, Wochen, Auszeichnungen, Anmerkungen) | Höchstplatzierung, Gesamtwochen, AuszeichnungChartplatzierungen (Jahr, Titel, Platzierungen, Wochen, Auszeichnungen, Anmerkungen) | Höchstplatzierung, Gesamtwochen, AuszeichnungChartplatzierungen (Jahr, Titel, Platzierungen, Wochen, Auszeichnungen, Anmerkungen) | Höchstplatzierung, Gesamtwochen, AuszeichnungChartplatzierungen (Jahr, Titel, Platzierungen, Wochen, Auszeichnungen, Anmerkungen) | Anmerkungen                             |
| Jahr | Titel           | DE | AT | CH | CA | Anmerkungen                             |
| ---- | --------------- | --- | --- | --- | --- | --------------------------------------- |
| 2005 | Massari         | — | — | — | CA29 Gold · (… Wo.)CA | Erstveröffentlichung: 31. Mai 2005      |
| 2009 | Forever Massari | — | — | — | — | Erstveröffentlichung: 10. November 2009 |
| 2018 | Tune In         | — | — | — | — | Erstveröffentlichung: 20. Juli 2018     |

EPs
- 2015: Hero

### Singles
| Jahr | Titel Album               | Höchstplatzierung, Gesamtwochen, AuszeichnungChartplatzierungen (Jahr, Titel, Album, Platzierungen, Wochen, Auszeichnungen, Anmerkungen) | Höchstplatzierung, Gesamtwochen, AuszeichnungChartplatzierungen (Jahr, Titel, Album, Platzierungen, Wochen, Auszeichnungen, Anmerkungen) | Höchstplatzierung, Gesamtwochen, AuszeichnungChartplatzierungen (Jahr, Titel, Album, Platzierungen, Wochen, Auszeichnungen, Anmerkungen) | Höchstplatzierung, Gesamtwochen, AuszeichnungChartplatzierungen (Jahr, Titel, Album, Platzierungen, Wochen, Auszeichnungen, Anmerkungen) | Anmerkungen                                                                                               |
| Jahr | Titel Album               | DE | AT | CH | CA | Anmerkungen                                                                                               |
| ---- | ------------------------- | --- | --- | --- | --- | --- |
| 2005 | Smile for Me Massari      | — | — | — | CA18 (14 Wo.)CA | Erstveröffentlichung: 9. Januar 2005 feat. Loon                                                           |
| 2005 | Be Easy Massari           | DE70 (5 Wo.)DE | — | — | CA4 (18 Wo.)CA | Erstveröffentlichung: April 2005                                                                          |
| 2006 | Real Love Massari         | DE48 (9 Wo.)DE | — | — | CA9 (… Wo.)CA | Erstveröffentlichung: 30. Juni 2006                                                                       |
| 2009 | Bad Girl Forever Massari  | — | — | — | CA77 (4 Wo.)CA | Erstveröffentlichung: 9. Juni 2009                                                                        |
| 2009 | Body Body Forever Massari | — | — | — | CA81 (4 Wo.)CA | Erstveröffentlichung: 22. September 2009                                                                  |
| 2012 | Brand New Day Hero        | DE29 (9 Wo.)DE | AT28 (6 Wo.)AT | CH24 (7 Wo.)CH | CA41 Gold · (20 Wo.)CA | Erstveröffentlichung: 1. Juli 2012                                                                        |
| 2013 | Shisha Hero               | — | — | — | CA37 Gold · (20 Wo.)CA | Erstveröffentlichung: 21. Mai 2013 feat. French Montana                                                   |
| 2017 | Number One Tune In        | DE81 (1 Wo.)DE | — | — | — | Erstveröffentlichung: 17. November 2017 Wiederveröffentlichung: 9. März 2018 mit Kay One feat. Tory Lanez |

Weitere Singles
- 2006: Rush the Floor (feat. Belly)
- 2008: Say You Love Me
- 2008: In Love Again
- 2011: That Kinda Love (mit Sol City)
- 2011: Dance for Your Life
- 2012: Full Circle (feat. Belly)
- 2014: What About the Love (feat. Mia Martina)
- 2016: Sherazade (mit Kurdo)
- 2017: So Long
- 2017: Done Da Da
- 2018: Why (mit Shaggy)
- 2018: Roll with It (mit Mohammed Assaf)
- 2018: Tune In (feat. Afrojack & Beenie Man)
- 2018: Ya Nour El Ein (feat. Maya Diab & French Montana)
- 2020: I See the Dream (Badna Salam) (mit Ali Gatie)
- 2020: Ana Lahale (mit Elyanna)
- 2021: Be Mine